# Kocatepe (Pülümür)
Kocatepe ist ein Dorf (Köy) im Landkreis Pülümür der türkischen Provinz Tunceli. Im Jahr 2011 lebten in Kocatepe 93 Menschen.